# Galen Weston
 (juin 2017).
Si vous disposez d'ouvrages ou d'articles de référence ou si vous connaissez des sites web de qualité traitant du thème abordé ici, merci de compléter l'article en donnant les références utiles à sa vérifiabilité et en les liant à la section « Notes et références ».
Pour les articles homonymes, voir Weston.
W. Gordon Galen Weston (né le 29 octobre 1940 et mort le 12 avril 2021) est un homme d'affaires britannique et canadien.
La famille Weston est la deuxième plus riche famille du Canada, affichant une fortune de 8 milliards de dollars US, et la 48e du monde selon Forbes.
Cette fortune provient de leurs investissements dans l'industrie alimentaire par George Weston Limited, des magasins tels que Loblaws, Holt Renfrew, Associated British Foods, Selfridges (Londres, Manchester et Birmingham), Brown Thomas (Dublin, Cork, Galway et Limerick) et Fortnum and Mason ; ainsi que dans d'autres domaines comme la papetière E. B. Eddy.
Sa femme Hilary Weston (née Hilary Frayne à Dublin en 1942) fut le 26e lieutenant-gouverneur de l'Ontario de 1997 à 2002. Ils ont deux enfants, Galen Jr. et Alannah.
Il participe à la réunion du Groupe Bilderberg de 2013 et 2017,,,.